# Whatever You Like (singel T.I.)
"Whatever You Like" to piosenka electrohopowa stworzona na szósty album studyjny amerykańskiego rapera T.I. pt. Paper Trail (2008). Wyprodukowany przez Jima Jonsina, utwór wydany został jako pierwszy singel promujący krążek dnia 29 lipca 2008 roku.

## Informacje o utworze
Utwór "Whatever You Like" napisany został przez samego T.I., a także Jamesa Scheffera i Davida Siegela. Piosenka zawiera sampel z "Redemption", kompozycji otwierającej i zamykającej film Rocky II (1979). Instrumentalnie "Whatever You Like" czerpie z syntezatorów i bębna. Wersja albumowa utworu trwa cztery minuty i dziewięć sekund, a radiowa − pół minuty mniej, trzy minuty i czterdzieści sekund. Wersję radiową różni zmieniona kompozycja tekstu; wycięto z niej wątki seksualne. Tekst utworu opowiada o mężczyźnie, który może kupić swojej ukochanej wszystko, czego ta zapragnie.
Światowa premiera singla odbyła się 29 lipca 2008 roku w systemie digital download.

## Pozycje na listach przebojów
| Kraj                         | Notowanie (2008)       | Wydawca              | Najwyższa pozycja |
| ---------------------------- | ---------------------- | -------------------- | ----------------- |
| Australia                    | Top 100 Singles        | ARIA Charts          | 13                |
| Kanada                       | Canadian Hot 100       | Billboard            | 12                |
| Niemcy                       | Top 100 Singles        | Media Control Charts | 57                |
| Nowa Zelandia                | Top 40 Singles         | RIANZ                | 1                 |
| Stany Zjednoczone            | Billboard Hot 100      | Billboard            | 1                 |
| Stany Zjednoczone            | Hot R&B/Hip-Hop Songs  | Billboard            | 1                 |
| Stany Zjednoczone            | Rap Songs              | Billboard            | 1                 |
| Stany Zjednoczone            | Pop 100                | Billboard            | 3                 |
| Zjednoczone Emiraty Arabskie | Official Singles Chart | IFPI                 | 10                |